# Casa di Tucumán
La Casa Storica dell'Indipendenza (Casa Histórica de la Independencia in spagnolo) è un edificio storico ed un museo della città argentina di San Miguel de Tucumán. In questo edificio operò durante la guerra d'indipendenza argentina il Congresso di Tucumán che qui proclamò la dichiarazione d'indipendenza delle Province Unite del Río de la Plata il 9 luglio 1816.
Dichiarata Monumento nazionale nel 1941, ospita al suo interno un museo, una biblioteca nonché una collezione di oggetti e mobili dell'epoca.

## Storia
La casa fu costruita negli anni sessanta del XVIII secolo dal commerciante Diego Bazán y Figueroa come dote per sua figlia Francisca. Nel 1812, durante la guerra d'indipendenza argentina, la zona di San Miguel de Tucumán si ritrovò al centro dello scontro tra le forze realiste e quelle indipendentiste. Dopo la battaglia di Tucumán la casa, in quel momento disabitata, venne affittata al governo rivoluzionario che la trasformò in una caserma per l'Esercito del Nord di Manuel Belgrano.
Nel 1816, dietro pagamento di un affitto, vi fu ospitato il Congresso di Tucumán, composto dai rappresentanti di alcune delle Province Unite del Río de la Plata. Le sessioni iniziarono il 1º marzo 1816 ed il 9 luglio dello stesso anno, all'interno di un salone della casa, fu proclamata l'indipendenza delle Province Unite dalla Spagna. Nel 1817 il congresso fu trasferito a Buenos Aires, tuttavia il nuovo governo continuò a pagare l'affitto per lo stabile, all'interno del quale vi impiantò una stamperia.
Negli anni successivi le condizioni della casa peggiorarono, sia per la mancanza di risorse da parte dei proprietari, sia per le sfavorevoli condizioni climatiche. Nel 1869 il congresso nazionale dell'Argentina emanò una legge che autorizzava la nazionalizzazione e l'incameramento dell'immobile. Il processo di acquisizione sarà tuttavia ultimato solamente cinque anni dopo, durante la presidenza di Nicolás Avellaneda, nativo di San Miguel de Tucumán. Una volta diventata di proprietà pubblica la casa fu trasformata in un ufficio postale. Venne così formata una task-force di ingegneri che progettò un piano di recupero che prevedeva la demolizione di gran parte dell'edificio, salvaguardando tuttavia il Salone del Giuramento, la sala dov'era stata proclamata l'indipendenza nel 1816. La demolizione venne effettuata nel 1903.
Nel 1941 la casa fu proclamata Monumento nazionale. L'anno seguente il deputato di Tucumán Ramón Paz Posse propose al Congresso la ricostruzione dell'edificio. I lavori, che si basavano su alcune foto del 1869 nonché su alcuni documenti dell'epoca ed erano diretti dall'architetto Mario José Buschiazzo, iniziarono l'anno seguente. La casa fu inaugurata il 24 settembre 1943.
Il 9 luglio 1947 il presidente Juan Domingo Perón vi annunciò l'indipendenza economica dell'Argentina e l'estinzione del debito estero del paese. Il 15 febbraio un gruppo di militanti dell'organizzazione sovversiva dei Montoneros penetrò nella casa e la imbrattò con alcune scritte.
Nel 1996 le porte e le persiane furono tinteggiate d'azzurro in seguito ad una lunga ricerca storica.